# John Bunn
John William Bunn (Wellston, 26 settembre 1898 – Newbury Park, 13 agosto 1979) è stato un allenatore di pallacanestro e dirigente sportivo statunitense, membro del Naismith Memorial Basketball Hall of Fame dal 1964 in qualità di contributore.

## Carriera
Laureatosi in Ingegneria meccanica all'Università del Kansas, iniziò come assistente allenatore nella stessa università. Dal 1930 ha guidato la Stanford University; nel 1938 decise poi di dedicarsi alla carriera amministrativa nell'università californiana.
Rimase lontano dalle panchine fino al 1946, anno in cui ricominciò allenando lo Springfield College. Rimase in Massachusetts per 10 stagioni, passando poi ai Rams della Colorado State University. Si ritirò definitivamente nel 1963.
Bunn fu primo direttore del "Basketball Hall of Fame Committee", rimanendo in carica dal 1949 al 1969. Fu inoltre autore di libri esplicativi del ruolo dell'allenatore, e delle regole del gioco; il suo The Scientific Principles of Coaching fu tradotto in diverse lingue. Viaggiò molto in Europa e in Asia, tenendo numerose conferenze e dibattiti, trattando temi legati all'approccio scientifico al gioco della pallacanestro.
Fu membro e poi presidente della NABC; dal 1959 al 1967 diede alle stampe la "NCAA Basketball Guide".
A lui è intitolato il John Bunn Award.